# 高橋信行 (地方公務員)
高橋 信行（たかはし のぶゆき、1945年 - ）は、日本の地方公務員。東京都生活文化局長や、東京都港湾局長、東京都住宅供給公社副理事長、建設資源広域利用センター代表取締役社長、中央大学大学院客員教授、内閣府公益認定等委員会参与等を歴任した。

## 人物・経歴
1970年東京大学経済学部卒業、東京都入庁。東京都財務局予算第二課長、東京都主税局徴収部長、東京都総務局行政部長等を経て、1999年東京都政策報道室理事。2000年東京都生活文化局長。2002年東京都港湾局長。2003年東京都住宅供給公社副理事長。2004年東京都競馬常務取締役（競馬・オートレース事業・営繕部門担当兼営繕担当）。2006年建設資源広域利用センター代表取締役社長。行政書士試験研究センター理事、日本地域情報振興協会顧問、東京都私学助成審議会会長、中央大学大学院経済学研究科客員教授、内閣府公益認定等委員会参与等も歴任した。2016年瑞宝小綬章受章。